# Rozenkrojcersko društvo
Rozenkrojcersko društvo (engl. Rosicrucian Society; lat. Societas Rosicruciana) je kršćanski i ezoterijski red slobodnozidarskog karaktera koji je u Škotskoj utemeljen na učenjima rozenkrojcera.
Kandidat mora biti kršćanin koji vjeruje u Presveto Trojstvo, majstor u dobrom statusu, član velike lože s istom nadležnošću u kojojem društvo djeluje. Unatoč slobodnozidarskom karakteru članstva, društva nemaju službene veze sa slobodnim zidarstvom, ovlasti ni priznanja, niti su dio njihovih redovitih struktura. U nekim nadležnostima članstvo je moguće isključivo po pozivu. Budući da društvo pruža potporu članovima u proučavanju velikih pitanja prirode i znanosti, u određenoj mjeri djeluje i kao istraživačko i znanstveno društvo.

## Rozenkrojceri
Filozofija rozenkrojcera temelji se na duhovnim težnjama njegova legendarnog osnivača, Christiana Rosenkreutza, njemačkog plemića redovničkog obrazovanja, koji je nastojao prenijeti drevna znanja stečena na Istoku natrag na Zapad. Nakon što je diljem Europe naišao na otpor i porugu, povukao se u Njemačku, gdje je osnovao Bratstvo rozenkrojcera. Isprva djelujući kao tajno društvo, rozenkrojceri su se pojavili oko 120 godina nakon smrti osnivača, kao utemeljeno, ali "nevidljivo" bratstvo, otprilike u vrijeme pojave spekulativnog slobodnog zidarstva, na prijelazu iz 16. u 17. stoljeće. Objavom dvaju manifesta, Fama Fraternitatis i Confessio Fraternitatis, u Njemačkoj 1614. i 1615. godine rozenkrojceri su pozvali sve učenjake Europe da im se pridruže u obrazovnoj, moralnoj i znanstvenoj obnovi društva.
Rozenkrojceri su od samih početaka usmjereno na individualno i bratstveno traganje za božanskim prosvjetljenjem, radi dobrobiti pojedinca i društva. Poput slobodnog zidarstva, rozenkrojceri promiču bratstvo među ljudima i razumijevanje čovjekova mjesta u stvaranju. Duhovno putovanje i traženje odnosa s Tvorcem jest duboko osobno, ali ne mora biti usamljeno – vodstvo ili poticaj upućenog pojedinca (adepta), koji je već prošao sličan put, može biti od velike koristi.

## Struktura stupnjeva
Rozenkrojcersko društvo je podijeljeno na tri zasebna reda, od kojih svaki ima vlastitu upravnu strukturu. Unutar tih redova dodjeljuje se ukupno devet stupnjeva, koji se u ovom kontekstu nazivaju zvaničnim nazivom razredi (grades).

### Prvi red
Članovi Prvog Reda (First Order), tzv. braća (Fraters), sastaju se u tijelu koje se naziva kolegij (College), što je po funkciji ekvivalent loži. Kolegij ima ovlast dodjeljivati prva četiri stupnja Reda, poznata i kao "stupnjevi učenja" (Learning Grades). Ti su razredi sljedeći:
- 1° – zelot (lat. Zelator)
- 2° – teoretičar (Theoricus)
- 3° – praktičar (Practicus)
- 4° – filozof (Philosophus)

Između primitka svakog razreda mora proteći najmanje šest mjeseci. Naglasak u radu društva stavljen je na učenje i osobni intelektualni razvoj. Stoga se od svakog člana očekuje da pripremi i održi vlastito izlaganje ili radnju na temu od interesa, koju će predstaviti pred članovima u otvorenom radu kolegija.

### Drugi red
Drugi red (Second Order) ekvivalentan je pokrajinskoj velikoj loži, a na njegovu čelu nalazi se glavni adept (Chief Adept), kojem pomaže zamjenik (Suffragan). Oni imaju nadležnost nad svim kolegijima Prvog reda unutar određene pokrajine. Glavni adept ima ovlast dodjeljivati tri viša razreda članovima koji su već stekli 4. razred i koji su najmanje četiri godine članovi Reda. Ti stupnjevi su:
- 5° – niži adept (Adeptus Minor)
- 6° – viši adept (Adeptus Major)
- 7° – izuzeti adept (Adeptus Exemptus)

Između dodjele svakog od ovih razreda mora proći najmanje jedna godina. Član može zauzeti ulogu starješine (Celebrant), odnosno predsjedavajućeg kolegijem Prvog reda, tek nakon što je primio 7. razred.

### Treći red
Treći red (Third Order) odgovara velikoj loži, a njime upravlja vrhovni mag (Supreme Magus), uz podršku starijeg zamjenika maga (Senior Substitute Magus) i mlađeg zamjenika maga (Junior Substitute Magus). Članovi Drugog Reda koji su duže vrijeme služili Redu i koje je vrhovni mag osobno odabrao za daljnje uzdignuće, mogu biti nagrađeni dvama najvišim razredima:
- 8° – magistar (Magister)
- 9° – mag  (Magus)

Ovi se stupnjevi dodjeljuju iznimno rijetko i predstavljaju vrhunac hijerarhije unutar Reda.
Struktura razreda ovog reda izvedeni su iz njemačkog Reda zlatnog i ružičastog križa (njem. Orden des Gold- und Rosenkreutz) iz 18. stoljeća. Kasnije je to postao isti sustav stupnjeva korišten za Hermetički red Zlatne zore.

## Rasprostranjenost
Rozenkrojcerska društva djeluju na područjima nadležnosti sljedećih regularnih velikih loža:
- Velika loža Škotske → Rozenkrojcersko društvo Škotske[8]
- Ujedinjena velika loža Engleske → Rozenkrojcersko društvo Engleske[9]
  -  Veliki orijent Nizozemske
  -  Nacionalna velika loža Francuske → Rozenkrojcersko društvo Galije
  -  Regularne velike lože u Australiji
  -  Velika loža Novog Zelanda → Novozelandska pokrajina[10]
- Legalna/Regularna velika loža Portugala → Rozenkrojcersko društvo Portugala[11]
  -  Veliki orijent Italije
  -  Velika loža Španjolske
- Regularne velike lože u SAD-u → Rozenkrojcersko društvo za Sjedinjene Američke Države[12]
  -  Regularne velike lože u Brazilu
  -  Velika loža Bolivije
  -  Velika loža Argentine
  -  Nacionalna velika loža Togoa
- Regularne velike lože u Kanadi → Rozenkrojcersko društvo za Kanadu[13]
  -  Velika loža Mauricijusa
- Nacionalna velika loža Rumunjske → Rozenkrojcersko društvo Rumunjske[14]
- Velika loža Irske → Rozenkrojcersko društvo Irske[15]

## Poznati članovi
- Samuel Liddell MacGregor Mathers
- Arthur Edward Waite